# Prince of Compton
Prince Of Compton es el álbum debut del rapero estadounidense Lil Eazy-E, lanzado el 14 de noviembre de 2006 por la discográfica Ruthless Records.

## Lista de canciones
1. They Know Me(Intro)
2. Gangsta Shit
3. This Ain't A Game
4. That Fire
5. Going Back To Compton
6. Drive By Music
7. Letter To My Homeboyz
8. I Got That
9. Boyz In Da Hood '07
10. They Killed You
11. Can't Fuck Wit It
12. They Know Me(Outro)

```
These songs are tight and this is coming from the F.G.3.
```

- Datos: Q6086554